# Gondrexon
Gondrexon é uma comuna francesa na região administrativa de Grande Leste, no departamento de Meurthe-et-Moselle. Estende-se por uma área de 2,49 km². Em 2010 a comuna tinha 42 habitantes (densidade: 16,9 hab./km²).